# Spoorlijn 148 (Tsjechië)
Spoorlijn 148 is een spoorlijn in het uiterste westen van Tsjechië, tussen Cheb en Hranice. De lijn begint op het station Cheb en gaat via de steden Františkovy Lázně en Aš naar zijn eindpunt. Bij beide steden is er een aftakking van de lijn, die ook tot spoorlijn 148 behoort. Bij Františkovy Lázně is dat een aftakking naar station Tršnice, bij Aš is dat een kort lijntje naar de staatsgrens met Duitsland.
De spoorlijn is historisch gezien in twee stukken op te delen. Het eerste gedeelte, tussen Cheb en Aš, werd rond het jaar 1865 gebouwd door de Vogtlandse Spoorwegen. Het traject was (en is nog steeds) onderdeel van de spoorlijn van Plauen naar Cheb. Het tweede gedeelte, tussen Aš en Hranice, werd op 26 september 1885 feestelijk geopend, als onderdeel van de spoorlijn Aš-Adorf. Het grensoverschrijdende gedeelte van die lijn tussen Hranice en Adorf wordt sinds de Tweede Wereldoorlog niet meer gebruikt.
Het gehele traject bestaat uit normaalspoor (spoorwijdte 1.435 mm).

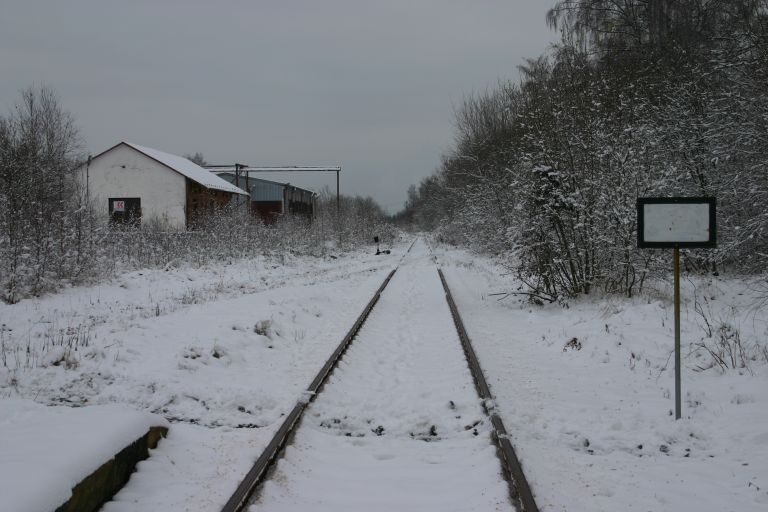
Het einde van de spoorlijn bij Hranice